# Viikate
I Viikate sono un gruppo musicale rock finlandese formatosi nel 1996 a Kouvola. Le loro canzoni sono caratterizzate da testi malinconici liberamente ispirati dai film romantici degli anni cinquanta e da alcuni musicisti dell'epoca come Reino Helismaa.
Il gruppo venne fondato da Kalle Virtanen (pseudonimo Kaarle Viikate) e Simo Kairistola (Simeoni Viikate), che furono fino al 2001 gli unici membri del gruppo, a cui successivamente si unirono Ari Taiminen (Arvo Viikate) e Erkka Koskinen (Ervo Viikate). Le canzoni più celebri dei Viikate sono Ei ole ketään kelle soittaa (letteralmente "non c'è nessuno da chiamare"), Leimu ("flox"), e Pohjoista viljaa ("grano del nord").

## Formazione
- Kaarle Viikate (Kalle Virtanen) - voce, chitarra
- Simeoni Viikate (Simo Kairistola) - batteria
- Arvo Viikate (Ari Taiminen) - chitarra, voce
- Ervo Viikate (Erkka Koskinen) - basso, voce

## Discografia
- 2000 - Noutajan valssi
- 2001 - Vuoden synkin juhla
- 2002 - Kaajärven rannat
- 2003 - Surut pois ja kukka rintaan
- 2005 - Unholan urut
- 2007 - Marraskuun lauluja 1
- 2007 - Marraskuun lauluja 2
- 2009 - Kuu Kaakon Yllä
- 2012 - Petäjäveräjät
- 2013 - Kymijoen lautturit
- 2014 - Panosvyö
- 2016 - XII – Kouvostomolli
- 2020 - Rillumarei!
- 2023 - Askel